# ポルトガル語
ポルトガル語（ポルトガルご、português [puɾtuˈgeʃ]/[poɾtuˈge(j)s], língua portuguesa）は、主にポルトガル及びブラジルとその他の9の国と地域で公用語として使われている言語である。俗ラテン語から発展して形成されたロマンス語の1つで、スペイン語などと共にインド・ヨーロッパ語族イタリック語派に属する。
スペインの作家セルバンテスはポルトガル語を「甘美な言語」と評し、ブラジルの詩人オラーヴォ・ビラックは「ラティウムの最後の、粗野で美しい花」と評している。
ポルトガル語は、大航海時代のポルトガル海上帝国の成長とともにアジア・アフリカ地域に広まった。日本では最初に伝播したヨーロッパの言語であり、古くからの外来語として定着しているいくつかの単語は、ポルトガル語由来である。代表的な例として「パン」があり、戦国時代にキリスト教と共に伝わった。漢字表記では葡萄牙語、蒲麗都家語であり、省略形は葡語及び蒲語。

## 話者分布
| ポルトガル語の分布             |          |          |               |
|                                |          |          |               |
| ポルトガル語の話される地域     |          |          |               |
| 国または地域                   | 母語話者 | 話者     | 人口 (2005年) |
| アフリカ州                     |          |          |               |
| アンゴラ                       | 60%      | 約80%    | 11,190,786    |
| カーボベルデ                   | 4%       | 72%      | 418,224       |
| ギニアビサウ                   | 不明     | 14%      | 1,416,027     |
| モザンビーク                   | 9%       | 40%      | 19,406,703    |
| サントメ・プリンシペ           | 50%      | 95%      | 187,410       |
| 赤道ギニア                     | 50%      | 95%      | 523,040       |
| ナミビア                       | 20%      | 20%      | 2,030,692     |
| 南アフリカ共和国               | 2%       | 2%       | 44,344,136    |
| アジア州                       |          |          |               |
| 日本                           | 0        | 0.21%    | 127,214,499   |
| 東ティモール                   | 不明     | 15%      | 1,040,880     |
| 中華人民共和国（マカオを含む） | 2%       | 3%       | 1,395,380,000 |
| ダマン・ディーウ, インド       | 10%      | 10%      | 不明          |
| ゴア, インド                   | 3-5%     | 5%       | 不明          |
| ヨーロッパ州                   |          |          |               |
| ポルトガル                     | 100%     | 100%     | 10,566,212    |
| ルクセンブルク                 | 14%      | 14%      | 468,571       |
| アンドラ                       | 4-13%    | 4-13%    | 70,549        |
| フランス                       | 2%       | 2%       | 60,656,178    |
| スイス                         | 2%       | 2%       | 7,489,370     |
| アメリカ州                     |          |          |               |
| ブラジル                       | 98-99%   | 100%     | 194,000,000   |
| パラグアイ                     | 7%       | 7%       | 6,347,884     |
| バミューダ                     | 4%       | 4%       | 65,365        |
| ベネズエラ                     | 1-2%     | 1-2%     | 25,375,281    |
| カナダ                         | 1-2%     | 1-2%     | 32,805,041    |
| オランダ領アンティル           | 1%       | 1%       | 219,958       |
| アメリカ合衆国                 | 0.5-0.7% | 0.5-0.7% | 295,900,500   |
| 1. 2. 3. 4. 5. 6. 7.           |          |          |               |

ポルトガル語を母語とする人口は、約2億5000万人である。ポルトガルの人口は1000万人程度だが、約2億人の人口を抱えるブラジルの公用語になっているため、話者人口は多い。81%（約2億人）がブラジル国内で、残りの5,000万人は、ポルトガルおよびその旧植民地に分布し、世界で7番目または8番目に多い話者人口を有する。複数の大陸にまたがって話される数少ない言語の1つでもある。現在ポルトガル語を公用語としているのは、以下の諸国と地域である。
- ヨーロッパ
 ポルトガル
- 南アメリカ
 ブラジル
- アフリカ
 アンゴラ
 カーボベルデ
 ギニアビサウ
 サントメ・プリンシペ
 モザンビーク
 赤道ギニア

この6か国は、ポルトガル語公用語アフリカ諸国（Países Africanos de Língua Oficial Portuguesa、PALOP)と総称される。なお、赤道ギニアの主要公用語はスペイン語だが、ポルトガル領であった歴史や、アンノボン島では島民がポルトガル語を話すことなどから、2007年にポルトガル語が公用語に追加された。
- アジア
 東ティモール
 マカオ

上記のポルトガル語を公用語とする国及びポルトガル語話者の非常に多い地域は合わせてルゾフォニア（ポルトガルの古称であるルシタニアからとられた言葉で、「ルシタニア語（ポルトガル語）の世界」を指す）と呼ばれ、1990年代以降ポルトガル主導のもとで連携を強めている。ポルトガル語を公用語とする国家のうち、マカオと赤道ギニアを除く8カ国は1996年にポルトガル語諸国共同体を結成し、政治・経済・文化各面での協力及びポルトガル語の普及において協力体制を構築している。2006年に第1回大会がマカオで開催され、以降4年に1度開催されているポルトガル語圏競技大会などの交流も盛んに行われている。ポルトガル語による文学も盛んであり、多くの文学作品が輩出されている。ポルトガル語で書かれた作品を対象にポルトガルとブラジルが共同で選出するカモンイス賞は、ポルトガル語世界において最も権威のある文学賞であるとされる。
ほかにカリブ海の諸島やポルトガル語公用語アフリカ諸国などにおいては、ポルトガル語と現地の諸言語が接触し形成されたクレオール言語（crioulos）が、ポルトガル語と並んで話される地域もある。こうしたポルトガル語をベースとしたクレオール言語としては、オランダ領西インド諸島のアルバ島とボネール島、そしてキュラソー島（ABC諸島）で話されるパピアメント語や、カーボベルデのカーボベルデ・クレオール語、ギニアビサウのギニアビサウ・クレオール語、サントメ・プリンシペのフォロ語、アンゴラ語、プリンシペ・クレオール語、赤道ギニアのアノボネセ語、マカオのマカオ語などがある。このほか、欧州連合の公用語としても扱われている。
ポルトガル語と最も近い主要言語は隣国のスペイン語である。ポルトガルは1129年にレオン王国から独立した国家であり、現在のポルトガル語の祖先は、ドウロ川以北のポルトガル北部と、隣接するスペイン北西部のガリシア地方にあたる古代ローマの属州ガラエキアで話されていた俗ラテン語である。したがってガリシア州で話されているガリシア語とは極めて近い関係にある。現在、ガリシア語はガリシア州の公用語となっており、ポルトガル語との、特に北部ポルトガルで話されているポルトガル語との差異は小さい。ただし、16世紀以降ポルトガルの中心地域はポルトガル北部から首都リスボンを中心とするポルトガル中南部へと移り、この過程で現在のポルトガル語の祖形が成立した。現在、イベリアポルトガル語の標準はポルトガル中南部方言に基づいている。

## 方言
- イベリアポルトガル語 - ポルトガルで話されるポルトガル語を指す。「ポルトガルポルトガル語」ともいう[2]。
- アフリカポルトガル語（英語版） - 1970年代までポルトガル植民地だったこともあり、ブラジルポルトガル語よりもイベリアポルトガル語のほうに近いが、独自の単語もある。
- ブラジルポルトガル語 - ブラジルのポルトガル語では、イベリアポルトガル語と異なる発音や単語、用法も多い。ただ、ポルトガルよりもブラジルとのつながりのほうが圧倒的に強い日本では、こちらが教えられていることが多い[3]。「ブラポル語」と略されることもある[4]。

## 音韻と表記
ポルトガル語圏で最多の人口を擁するブラジルとそれ以外では、文法や語法などに若干の違いが生じている。その違いに配慮しつつ、以下ポルトガル語の特徴を記す。

### 母音
|      | 前舌 | 中舌  | 後舌 |
| ---- | ---- | ----- | ---- |
| 狭   | i    | （ɨ） | u    |
| 半狭 | e    | ɐ     | o    |
| 半広 | ɛ    | ɐ     | ɔ    |
| 広   |      | a     |      |

記号が2つ並んでいるものは、右が円唇、左が非円唇。
- ブラジルではイの音になりがちな語末の e がポルトガルでは非円唇中舌狭母音になる。
  - 例: tarde - /ˈtaɾdɨ/（Pt）, /ˈtaɾdʒi/（Br）
- 多くの母音が無強勢部で狭母音になる。以下は無強勢部の発音。
  - a: /ɐ/
  - e: 語頭 /i/, 他の位置/ɨ/
  - i: 全ての位置 /i/
  - o: 語頭の o, ho- /ɔ/, 他の位置・"honesto" とその派生語 /u/
  - u: 全ての位置 /u/
pronúncia /pɾuˈnũsiɐ/, elemento /ilɨˈmẽtu/
  - ポルトガルでは語末の e, o が発音されないことがある。
- 強勢のある /ɐ/ は、a または â で書かれ、多く鼻音の前に現れる。

二重母音:
- ai: /aj/
- ei: /ɐj/
- êi: /ej/
- éi: /ɛj/
- oi: /oj/
- ói: /ɔj/
- ui: /uj/
- au: /aw/
- eu: /ew/
- éu: /ɛw/
- iu: /iw/

- ポルトガルでは ei は「アイ」のように発音される。
  - 例：não sei /nɐ̃w̃ sɐj/
- ou は二重母音だったが、今は普通単母音 /o/ で発音される。(ブラジルでは必ずしもこの限りではなく、例えば動詞soubesseを/su'bεssi/のように発音をする人もいれば全ての単語でそのままouと発音する人もいる。)

### 鼻母音
- /ĩ/
- /ẽ/: en
- /ũ/: un
- /ɐ̃/: an
- /õ/: on
- ã の発音は、ブラジルでは後舌のア（暗いア）の鼻母音なのに対し、ポルトガルでは前舌のア（明るいア）の鼻母音であるが、両者共に /ɐ̃/ で表される。
- ão, 語末-am /ɐ̃w̃/
- ãe, ãi /ɐ̃j̃/
- ãe /ẽj̃/
- õe /õj̃/
- ui /ũj̃/
- フランス語同様鼻母音を有するが、二重鼻母音はポルトガル語独自である。
  - bom dia /bõ di.ɐ/(Pt), /bõ dʒi.a/(Br)
  - muitas estações /mũj̃tɐz iʃtɐsõj̃ʃ/(Pt), /mũj̃tas estasõj̃s/(Br)

### 子音
|          |                 | 唇音 | 歯音/ 歯茎音 | 舌背音 | 舌背音 | 後部歯茎音 |
| 無唇音化 | 唇音化          | 唇音 | 歯音/ 歯茎音 |        |        | 後部歯茎音 |
| -------- | --------------- | ---- | ------------ | ------ | ------ | ---------- |
| 鼻音     | 鼻音            | m    | n            | ɲ      |        |            |
| 破裂音   | 無声音          | p    | t            | k      | kʷ     | (tʃ)       |
| 破裂音   | 有声音          | b    | d            | ɡ      | ɡʷ     | (dʒ)       |
| 摩擦音   | 無声音          | f    | s            |        |        | ʃ          |
| 摩擦音   | 有声音          | v    | z            |        |        | ʒ          |
| 接近音   | 半母音          |      |              | j      | w      |            |
| 接近音   | 側面音          |      | l            | ʎ      |        |            |
| R音      | ふるえ音/摩擦音 |      | ʁ            | ʁ      |        |            |
| R音      | はじき音        |      | ɾ            |        |        |            |

記号が2つ並んでいるものは、右が有声音、左が無声音。網掛けは調音が不可能と考えられる部分。
- ti や di, あるいは語末の te や de はブラジルではチやヂという発音になるが、ポルトガルではティやディ（あるいはトゥやドゥ）のままである。
- 音節末の s や z は、リオやポルトガルではシュの発音になる。
- R はスペイン語とほぼ同じ。すなわち、語頭の r と 他の位置での rr は /r/ で、語頭以外の r は /ɾ/ で発音される。ただし、ブラジルでは /r/ は [x, h] と発音する（もとは有声口蓋垂摩擦音やそれが無声化した[χ]でも発音した）ので、特にブラジル音の表記には /x/ を用いる。なお、近年ポルトガルでもブラジル式に発音する傾向がある。
- ポルトガル綴り（旧正書法のみ）における音節末の c, p は、ブラジル綴りでは脱落する。これらの多くはポルトガル、ブラジルともに読まない。また、新正書法の場合、ポルトガルでもこれら子音は記さない。ブラジル綴りで脱落しないものは常に発音するが、ポルトガルでは一定しない。またこの子音字の前の母音は、ポルトガルでは無強勢部でも必ず a /a/, e /ɛ/, o /ɔ/ で読む。
  - 例：acção（ポルトガル）、ação（ブラジル）/aˈsɐ̃w̃/
- 語頭で無声子音の前の ex- は、ポルトガルでは "ech" または "eich" のように読む。
  - expôr /ɨʃˈpoɾ/ または /ɐjʃˈpoɾ/
- 硬口蓋音 ch /ʃ/, j /ʒ/, lh /ʎ/, nh /ɲ/ の前の強勢のある e は、ポルトガルでは /ɐ/ と読む。
- qu はポルトガルでは前母音（e, i）の前で /k/ とも /kʷ/ とも読むが、ブラジルでは /kʷ/ は qü と書く。/ɡʷ/ も同様。[要出典]
- 音節末のLは、いわゆるdark L（暗いL）で発音するが、ブラジルではウと発音することがある。
  - Pt: Portugal /puɾtuˈɣaɫ/
  - Br: Brasil /bɾaˈziɫ/, /bɾaˈziw/
- ポルトガルではスペイン語と同様に /b/, /d/, /g/ が広母音間で摩擦音 [β], [ð], [ɣ] になる。前後に鼻母音がある場合は摩擦音にならない。
- e, i の前で c は /s/, g は /ʒ/で発音する。
  - engenheiro /ẽʒɨˈɲɐjɾu/

### 強勢
強勢の位置は、必ず語末から1～3番目の音節にある。アクセント符号などがないときは、2番目にある。語末に子音 l, r, z や、 i, u の口母音または鼻母音、ã またはティルの付いた二重母音字がある場合は、語末に強勢がおかれる。他の音節に強勢が来る場合は、アクセント符号が付く。語末の s の有無は強勢位置の変化に影響しない。
- スペイン語学で a, e, o を強母音、i, u を弱母音というが、ポルトガル語学では「全て強母音」である。すなわち「―学」を意味する接尾語は -logia だが、強勢は -gi- にある。

例1「技術」
- ポ tecnologia　「テクヌルジア(テクノロジア)」・・・アクセントの位置は太字で記載。以下同様。
- ス tecnología　「テクノロヒア」。仮にアクセント記号がなければ、「テクノロヒア」。

例2「歴史・物語」
- ポ história　「イストリア」。仮にアクセント記号がなければ、「イストリア」。
- ス historia　「イストリア」

例3「警察」
- ポ polícia　「プリシア」。仮にアクセント記号がなければ、「プリシア」。
- ス policía　「ポリシア」。仮にアクセント記号がなければ、「ポリシア」。

例4「民主主義」
- ポ democracia　「デムクラシア」。
- ス democracia　「デモクラシア」。上記3例と違い、スペルは全く同じ。

- 標準的ではないが、(例えばサンパウロ方言に於いて)アクセントのある音節が s あるいは z で終わる語はブラジルではイが付いた発音になることがある。
  - 例：vocês /voˈsejs/ rapaz /xaˈpajs/ português /portug'ejs/ inglês /ingl'ejs/

### 音韻対応
p, b の後の l の多くは r へと変化した。
- 例（スペイン語との比較）
  - blanco（西）- branco（ポ）「白」
  - playa（西）- praia（ポ）「浜辺」

### ポルトガル語の新正書法
子音のところでも記述した通り、ポルトガルとブラジルでは違う綴りで書かれる単語が少なくないが、2008年5月にポルトガル議会は今後6年かけて綴りを現在のものからブラジル風のものに変更する法案を可決した。旧植民地での表記法に旧宗主国が従うという珍しい事態になっているが、これはポルトガル語圏におけるブラジルの圧倒的な人口から来る経済的・文化的・学術的影響力を反映したものである。ブラジルでも2008年9月に大統領令として公布され、2012年末までの移行期間を経た上で2013年以降はこの新正書法が採用される。この正書法により、今後は一部の単語を除いて以下のような綴りとなる。
- 従来ôoと綴っていた単語が、単にooとなる（例:vôo（フライト）>voo）
- 二重母音eiあるいはoiに強勢が来る場合、従来つけていたアクセント記号が不要となる（例: Coréia（韓国）>Coreia、apóio（支援）>apoio）
- ポルトガル式では発音されないにもかかわらずに表記されていた子音が表記されなくなる（例: acção （行動） > ação）
- ブラジル式では従来使用されていたトレマが廃止され、qüi, qüe, güi, güeがqui, que, gui, gueという表記に変わる。

ただ、新正書法の施行後も、ポルトガル式とブラジル式の綴りの間では相違が残る。mおよびnの前のoおよびeに強勢が来る場合、両国における発音の差を反映して、ポルトガルではóおよびéが、ブラジルではôおよびêが使用される。例: アントニオ（人名）: António（ポルトガル）、Antônio（ブラジル）

## 文法
- 名詞と形容詞は性数一致する。複数形は他の西ロマンス語と同様、語末に -s または -es をつける。ただし -al, el など l で終わるものは -l を -is に変え、 -ais, -eis などにするが、-il はその語末音節に強勢があれば -is, なければ -eis となる。また -ão は基本的に -ões になるが、-ães または -ãos になるものもある。女性形はスペイン語と同様、男性形が -o に終わるものは -a に変え、子音で終わるものは -o をつける。-ão の女性形は -ã か -ona となる。-es や -a などを付加した結果音節が増えた場合、単数形にあったアクセント記号はなくなることがある。綴字 m による鼻母音で終わる語は、-ns になる。
- ポルトガルでは2人称代名詞としての親称 tu（単数）と vos（複数）が残っているが、ブラジルでは3人称の活用になる você(s) のみにほぼ代替されている。そのため、ブラジル式で勉強する場合、動詞の活用は各時制ごとに6つではなく4つ覚えればよい。ただし、2人称目的格の te は用いるなど、同じ相手に対して（文法上の）2人称と3人称の混同使用も見られる。また、ブラジル南部の移民はアルゼンチンなまりのためしばしば2人称単数代名詞として vos を用いる。
- 英語では be + 現在分詞で表現する現在進行形を、ブラジルでは estar + 現在分詞で表す。一方、ポルトガルでは estar a + 不定詞と言う。
  - 例：Sandra está cantando.（ブラジル）、Sandra está a cantar.（ポルトガル）。意味はどちらも「サンドラは歌っている」
- ラテン語になかった接続法未来が存在する（この時制は中世ガリシア語、中世スペイン語では使用されたが、現在では一部の格言などに残っているだけで、日常生活では使わない）。
  - 例：Liguem-me quando vocês chegarem à França.（きみたちがフランスに着いたら電話をしてくれ）
- 不定詞に人称語尾の付いた「人称不定詞」がある。規則動詞では接続法未来と同形である。
  - 例：É natural ficarmos tristes após a morte do nosso melhor amigo.（われわれの最良の友人の死をわれわれが悲しむのは当然です）

## 語彙
参考として、食べ物を表すポルトガル語とラテン語、そして英語の単語を示す。順にポルトガル語、ラテン語、英語、日本語である。
- água aqua water 水
- limão citreum lemon レモン
- manteiga butyrum butter バター
- pão panis bread パン
- queijo caseus cheese チーズ
- sal sal salt 塩
- vinho vinum wine ワイン

ポルトガル語もスペイン語と同様にアラビア語からの借用語はあるが、スペイン語に比べて少ない。レコンキスタが早期に完了したポルトガルではイスラム教徒の強制改宗や追放などもスペインより早く行われ、それに伴いアラビア語系の借用語も追放されていった。現在でもポルトガル人がスペイン人を指して「あいつ等スペイン人はモーロ人との混血だ」と優越感に浸る事があるという（同様の感情は、アンダルシア、ムルシア人に対するスペインの他の地域の住民の反応にも見られる）。

## 挨拶
- Bom dia. - おはようございます
- Boa tarde. - こんにちは
- Boa noite. - こんばんは、おやすみなさい（両方の意味で用いる）
- Durma bem. - おやすみなさい
- Tchau. / Adeus. - さようなら[注 1]
- Passe bem. / Fique bem. - お元気で[注 1]
- Até amanhã. - また明日[注 1]
- Obrigado. （男性形） / Obrigada. （女性形） - ありがとう
- Tudo bem? - お元気ですか？（「調子はどう？」といった（英語におけるHow are you?のような）挨拶にも用いる）
- Tudo bem. / Bem. / Mais ou menos. / Mal. / Tudo mal. - 元気です / 良好です / まあまあです / 悪いです / 最悪です
- (Há) Quanto tempo! - お久しぶりです（Quanto tempo não o vejo!の略）
- Quem está a falar? （葡） / Quem está falando? （伯） - どちら様ですか？（電話を受けたとき等。直訳すると「誰が話していますか？」）
- Quem é você? - どちら様ですか？（見知らぬ人と遭遇したとき）
- Socorro! - 助けて！
- Pare com isso! - 止めろ！
- Vem cá! - こっちに来い！

## 日本語との関係

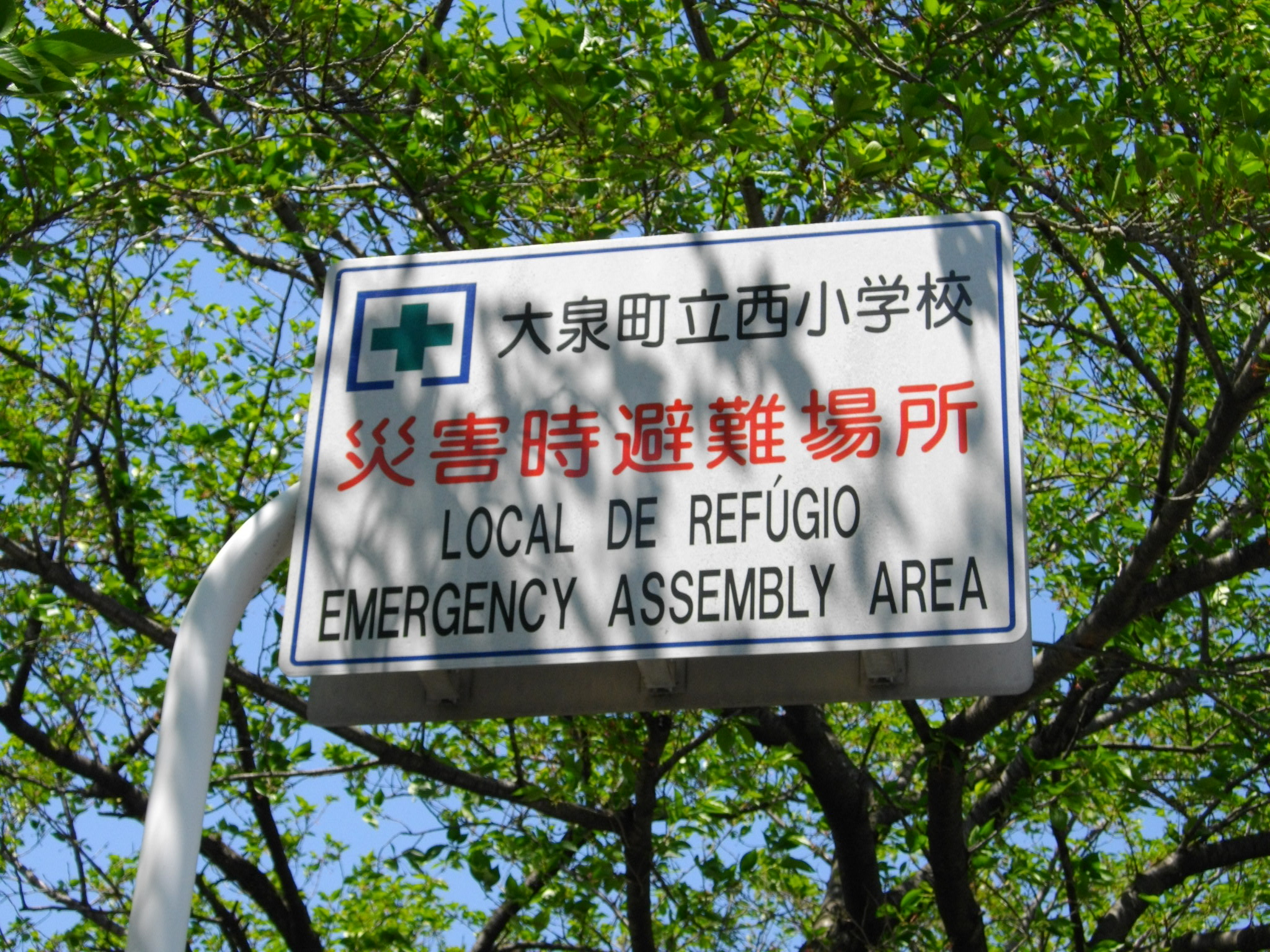
在日ブラジル人向けに日本語とポルトガル語が併記されている群馬県大泉町の標識

16世紀中頃にポルトガル人が種子島に漂着した（鉄砲伝来）。それ以来、イエズス会によるキリシタン布教とマラッカ・マカオを相手とする南蛮貿易（主に近畿から九州地方）において、ポルトガル人が主要な役割を果たした。ポルトガル語は日本に最も早く伝来したヨーロッパの言語の一つであり、この時代に入った文物とともに、名詞などが日本語に定着した（「オランダ」や「イギリス」といった日本語固有の外国名の慣用も、多くがポルトガル語に由来する）。英語やフランス語など、主に19世紀以降に流入した外来語はもっぱら片仮名で表記されるのに対し、ポルトガル語由来の借用語は漢字の当て字や平仮名で表記する名詞も多く、深い浸透が窺える。アゴスティニョ（小西行長）、内藤如安、細川ガラシャなど、当時のキリシタンの洗礼名もポルトガル語に由来する。
1603年から1604年にかけて長崎でイエズス会によって出版された『日葡辞書』は、出版されたものとしては最古の日葡辞典であり、当時の日本語の語彙や発音を知る上で貴重な資料となっている。
16世紀末から、マニラ貿易およびフランシスコ会・ドミニコ会などの布教活動を通じてスペイン人との接触も密になった。そのため、ポルトガル語とスペイン語には同源・同形の単語も多いのでいずれが起源か判別しがたく、両者から同時に広まった可能性が高いものもある。

### ポルトガル語から日本語への借用の例
| 日本語               | 漢字による当て字     | ポルトガル語 | 備考 |
| -------------------- | -------------------- | ------------ | --- |
| アルヘイトウ         | 有平糖               | alféloa      | 「アルフェニン（alfenim）」に由来するという説もある。 |
| イギリス             | 英吉利               | Inglês       | |
| イルマン             | 伊留満、入満、由婁漫 | irmão        | 助修士、平修道士。バテレンの下。 |
| オラショ             |                      | oratio       | |
| オランダ             | 和蘭陀               | Holanda      | |
| オルガン             |                      | órgão        | |
| カッパ               | 合羽                 | capa         | |
| カボチャ             | 南瓜                 | abóbora      | 「ぼうぶら」「ボーボラ」などの地方名も、ポルトガル語でカボチャやウリ類を意味する「abóbora」に由来するとされる。                                                    |
| カステラ             |                      | Castela      | カスティーリャ王国のこと。パン・デ・ローを「ボロ・デ・カステラ（Bolo de Castella、カスティーリャ王国の菓子）」と説明したものが菓子の名として広まったとされている。 |
| カピタン             | 甲比丹               | capitão      | 英語の captain に相当する。 |
| カルタ               | 歌留多               | cartas       | |
| カルメラ／キャラメル |                      | caramelo     | |
| ギヤマン             |                      | diamante     | 元は原義と同じくダイヤモンドを意味し、切子細工にそれを用いたことに由来する。                                                                                       |
| キリシタン           | 切支丹               | cristão      | |
| ギリシャ             |                      | Grécia       | |
| キリスト             |                      | Cristo       | |
| クルス               | 久留子               | cruz         | |
| コレジオ             |                      | colégio      | |
| コロッケ             |                      | croquete     | オランダ語に由来するという説もある。 |
| コンペイトー         | 金平糖               | confeito     | |
| サラサ               | 更紗                 | saraça       | |
| ザボン               | 朱欒、謝文           | zamboa       | |
| シャボン             |                      | sabão        | |
| ジバン               | 襦袢                 | gibão        | |
| ジョウロ             | 如雨露               | jarro        | アラビア語に由来するという説もある。 |
| スベタ               |                      | espada       | 元来は「剣」を意味するカルタ用語。 |
| セミナリヨ           |                      | seminário    | |
| タバコ               | 煙草                 | tabaco       | |
| チャルメラ           |                      | charamela    | |
| チョッキ             |                      | jaque        | 英語の「jacket」に由来するという説もある。 |
| デウス               |                      | deus         | |
| テンプラ             | 天麩羅、天婦羅       | tempero      | 当時のイエズス会宣教師達が行なっていた肉を断食する儀式、またその時期に食べていた精進料理に似た揚げ物「Têmporas」に由来するという説もある。                         |
| トタン               |                      | tutanaga     | |
| トルコ               | 土耳古               | Turco        | |
| ノビシャド           |                      | noviciado    | |
| バテレン             | 伴天連、破天連       | padre        | 「パードレ」も同義同語源。 |
| バッテラ             |                      | bateira      | |
| パン                 | 麺麭                 | pão          | |
| バンコ               |                      | banco        | 縁台、腰掛けを指す九州地方の方言。 |
| ビードロ             |                      | vidro        | ビー玉も同語源。 |
| ビスケット           |                      | biscoito     | |
| ビルマ               |                      | Birma        | オランダ語に由来するという説もある。 |
| ビロード             |                      | veludo       | |
| ピン                 |                      | pinta        | 「賽の目の一の数」「最上等のもの」を意味する方。ピン芸人はこれに由来。                                                                                             |
| フラスコ             |                      | frasco       | |
| ブランコ             |                      | balanço      | 擬態語の「ぶらり」や「ぶらん」に由来するという説もある。 |
| ベランダ             |                      | varanda      | |
| ボーロ               |                      | bolo         | |
| ボタン               | 釦                   | botão        | |
| 先斗町               |                      | ponto        | 「先（岬のように尖った地形）」を意味する「ponta」に由来するとも言われる。                                                                                          |
| マルメロ             |                      | marmelo      | |
| マント               |                      | manto        | オランダ語の「mantel」が先に由来したという説もある。 |
| ミイラ               | 木乃伊               | mirra        | |
| メリヤス             | 莫大小               | meias        | |
| モール               |                      | mogol        | |
| ラシャ               | 羅紗                 | raxa         | |
| ランビキ             |                      | alambique    | |
| ロザリオ             |                      | rosário      | |

## スペイン語との比較
詳細: en:Differences_between_Spanish_and_Portuguese
ポルトガル語は同じイベロ・ロマンス語のスペイン語に非常に似ている言語である。発音や綴りが似ていたり、単語や語彙の意味が共通しているなど至るところに類似点が見られる。
スペイン語の表現から引用。
- 「Buenos días」（ブエノス・ディアス）＝ おはようございます。（お昼ご飯を食べるまで）
- 「Buenas tardes」（ブエナス・タルデス）＝ こんにちは（日がある間）。
- 「Buenas noches」（ブエナス・ノーチェス）＝ おやすみなさい。
- 「Hola」 （オラ）＝　こんにちは。

比較すると綴りにはかなりの類似点が見られる。ただし、スペイン語の挨拶では上記のように複数形が用いられるのに対し、ポルトガル語では単数形を用いる。
スペイン語とポルトガル語の話者は双方の言語を理解でき、概ね相互に意思の疎通が可能であることが多い。ブラジルの放送では、スペイン語諸国の大統領演説などは翻訳なしで流される。ウルグアイのリベラとブラジルのサンタナ・ド・リブラメントとの国境周辺にて、ポルトガル語とスペイン語の混合方言フロンテイリソが話されている。
スペイン語とポルトガル語の違いについて、以下、主な点を列挙する。

### 発音の違い
- ポルトガル語にはeやoに2通りの発音（é/ê, ó/ô: ポルトガルではこれにあいまい母音化したeが加わる）があるが、スペイン語は1通りの発音（日本語のエやオと同じ発音）しかない。
- ポルトガル語には鼻母音があるが、スペイン語にはない。
- ポルトガル語ではchはシャ行の発音だが、スペイン語ではチャ行の発音である。
- ポルトガル語では上記のchの他、語末や破裂音の前のsやxを/ʃ/と発音し、ポルトガル語ではこの音は頻出するが、スペイン語の音素には存在しない。しかし、カスティーリャ地方では/s/を発音する際舌を凹状にするためやや[ʃ]に近い。
- ポルトガル語ではジャ行の発音となるge/gi/jは、スペイン語ではハ行の音に近い音(日本語にはない音で、日本語のハ行と同音ではない)である。
- ポルトガル語では音節末のlがウに近い発音になるが、スペイン語ではそのような変化は起きていない。
- ポルトガル語のlhはリャ行の発音を留めているが、本来はこれと同じ発音だったスペイン語のllはほぼ全ての方言でジャ行あるいはヤ行（スペイン語話者はこれらの音の区別は困難。ブエノスアイレスではシャ行）に変化している。
- ポルトガル語ではハ行で発音される語頭のrやrrは、スペイン語では巻き舌で発音される。
- スペイン語にはザ行の発音がなくsとzはサ行の発音となる（Brasilを「ブラシル」、Venezuela を「ベネスエラ」と発音）
- スペイン語ではvとbの発音は区別がなく常にbの発音だがポルトガル語ではイタリア語やフランス語と同様に区別される。(Cabo Verdeはスペイン語だと"カーボベルデ"と表記でき、ポルトガル語だと"カーボヴェルデ"と表記出来る[注 2])
- スペイン語ではxはs（子音の前あるいは語頭）あるいはks（母音の前）と発音されるが、メキシコ関係の地名ではハ行で発音される（Méxicoメヒコ、Oaxacaオアハカなど）。
- ポルトガル語・スペイン語間で同源同義の単語で子音交替が起こることがある。
  - l と r :「白」はポルトガル語で branco、スペイン語で blanco。「南」はポルトガル語で sul、スペイン語で sur。「サーベル」はポルトガル語でsable、スペイン語でsabreである[注 3]。
  - b と v :「本」はポルトガル語で livro、スペイン語で libro。「バニラ」はポルトガル語で baunilha、スペイン語で vainilla。
- ポルトガル語・スペイン語ともにk, w は外来語にしか使われない。yはポルトガル語では外来語にしか使わないが、スペイン語では頻繁に使われる（ヤ行またはジャ行の発音）。

### 文法の違い
- 現在ブラジルでは使われなくなった親称二人称単数tuが、スペイン語圏では幅広く使われている（コロンビアやコスタリカなどを除く。またアルゼンチンや中米などではtuのかわりにvosを使う地域もある）が、親称二人称複数であるvosotros/-asは中南米では使われず、もっぱらスペインでのみ使われる。このためブラジル・ポルトガル語では活用形は事実上4つ(eu、ele/ela、nós、eles/elas)である。これに加え、ポルトガルのポルトガル語では二人称単数が加わり、二人称複数は事実上ほぼ使われないため、動詞活用形は5つである。中南米のスペイン語圏では活用形は5つ(yo、tú、él/ella/usted、nosotros/-as、ellos/-as)、スペインではこれに加えてvosotros/-asに対応する動詞活用がある。つまり、三つの人称の単数、複数の計6つの活用形が存在する。また近年、ブラジル北部や南部、リオデジャネイロを中心に、文法上は正しくないが tu を用いながら活用形は三人称を用いるという現象も起こっている。また、ポルトガル語では目上の人に対して一般名詞的なo senhor, a senhoraを二人称として用いることがある。
- 現在進行形を表す動詞迂言法は、ポルトガルのポルトガル語ではestar a+不定詞（例: estou a cozinhar)で表すが、スペイン語ではブラジル・ポルトガル語同様estar+現在分詞（例: estoy cocinando）の形で表す。ただし、スペイン語では現在形で現在進行の意味を表すことが多く、英語ほど多用されない。
- ポルトガル語では過去完了単純形となる活用(tivera, tivera, tivéramos, tiveram)は、スペイン語では接続法過去の-ra形となる。スペインではtuviera, tuvieras...とtuviese, tuvieses...（-se形）の両方が使われるが、特に中南米では-ra形しか使われない。
- ポルトガル語では接続法未来（例: quando vier ao Japão（日本に来る場合には））が頻繁に使われるが、スペイン語では接続法未来は古文調の言い回しを除いて使われない。

### その他主立った表現の違い
- スペイン語とポルトガル語とでは、曜日の表現が異なる[注 4]。

現在では、ブラジルやポルトガルでは若年層がスペイン語を勉強し、またスペイン語圏でも特にパラグアイやアルゼンチン、ウルグアイなどではポルトガル語学習熱が高まっている。英語を習得するよりはるかに楽に習得できると言われている。